# Octeville-sur-Mer
Octeville-sur-Mer és un municipi francès situat al departament del Sena Marítim i a la regió de Normandia. L'any 2007 tenia 5.516 habitants.

## Demografia

### Població
El 2007 la població de fet d'Octeville-sur-Mer era de 5.516 persones. Hi havia 1.961 famílies de les quals 279 eren unipersonals (102 homes vivint sols i 177 dones vivint soles), 634 parelles sense fills, 934 parelles amb fills i 114 famílies monoparentals amb fills.
La població ha evolucionat segons el següent gràfic:
Habitants censats

### Habitatges
El 2007 hi havia 2.012 habitatges, 1.970 eren l'habitatge principal de la família, 8 eren segones residències i 34 estaven desocupats. 1.855 eren cases i 152 eren apartaments. Dels 1.970 habitatges principals, 1.588 estaven ocupats pels seus propietaris, 348 estaven llogats i ocupats pels llogaters i 33 estaven cedits a títol gratuït; 4 tenien una cambra, 60 en tenien dues, 190 en tenien tres, 464 en tenien quatre i 1.252 en tenien cinc o més. 1.647 habitatges disposaven pel capbaix d'una plaça de pàrquing. A 625 habitatges hi havia un automòbil i a 1.226 n'hi havia dos o més.

### Piràmide de població
La piràmide de població per edats i sexe el 2009 era:
| Homes | Edats   | Dones |
| ----- | ------- | ----- |
| 0     | 95 o +  | 4     |
| 0     | 90 a 94 | 12    |
| 16    | 85 a 89 | 20    |
| 8     | 80 a 84 | 40    |
| 44    | 75 a 79 | 68    |
| 60    | 70 a 74 | 44    |
| 108   | 65 a 69 | 92    |
| 84    | 60 a 64 | 128   |
| 152   | 55 a 59 | 124   |
| 244   | 50 a 54 | 228   |
| 164   | 45 a 49 | 180   |
| 220   | 40 a 44 | 224   |
| 184   | 35 a 39 | 208   |
| 140   | 30 a 34 | 160   |
| 124   | 25 a 29 | 84    |
| 148   | 20 a 24 | 140   |
| 204   | 15 a 19 | 156   |
| 220   | 10 a 14 | 196   |
| 200   | 5 a 9   | 196   |
| 92    | 0 a 4   | 104   |

## Economia
El 2007 la població en edat de treballar era de 3.701 persones, 2.578 eren actives i 1.123 eren inactives. De les 2.578 persones actives 2.454 estaven ocupades (1.315 homes i 1.139 dones) i 124 estaven aturades (38 homes i 86 dones). De les 1.123 persones inactives 417 estaven jubilades, 422 estaven estudiant i 284 estaven classificades com a «altres inactius».

### Ingressos
El 2009 a Octeville-sur-Mer hi havia 2.031 unitats fiscals que integraven 5.802,5 persones, la mediana anual d'ingressos fiscals per persona era de 23.206 €.

### Activitats econòmiques
Dels 197 establiments que hi havia el 2007, 3 eren d'empreses alimentàries, 3 d'empreses de fabricació de material elèctric, 15 d'empreses de fabricació d'altres productes industrials, 27 d'empreses de construcció, 36 d'empreses de comerç i reparació d'automòbils, 12 d'empreses de transport, 8 d'empreses d'hostatgeria i restauració, 2 d'empreses d'informació i comunicació, 24 d'empreses financeres, 9 d'empreses immobiliàries, 24 d'empreses de serveis, 23 d'entitats de l'administració pública i 11 d'empreses classificades com a «altres activitats de serveis».
Dels 47 establiments de servei als particulars que hi havia el 2009, 1 era una oficina de correu, 1 una oficina bancària, 4 tallers de reparació d'automòbils i de material agrícola, 1 taller d'inspecció tècnica de vehicles, 1 autoescola, 4 paletes, 4 guixaires pintors, 8 fusteries, 6 lampisteries, 2 electricistes, 1 empresa de construcció, 3 perruqueries, 5 restaurants, 3 agències immobiliàries, 1 tintoreria i 2 salons de bellesa.
Dels 9 establiments comercials que hi havia el 2009, 1 era una gran superfície de material de bricolatge, 2 fleques, 2 carnisseries, 1 una peixateria, 1 una llibreria i 2 floristeries.
L'any 2000 a Octeville-sur-Mer hi havia 43 explotacions agrícoles que ocupaven un total de 1.428 hectàrees.

## Equipaments sanitaris i escolars
Els 2 equipaments sanitaris que hi havia el 2009 eren farmàcies.
El 2009 hi havia 1 escola maternal i 1 escola elemental.

## Poblacions més properes
El següent diagrama mostra les poblacions més properes.